# Cantone di Nogent-sur-Oise
Il Cantone di Nogent-sur-Oise è una divisione amministrativa dell'Arrondissement di Clermont e dell'Arrondissement di Senlis.
È stato costituito a seguito della riforma approvata con decreto del 20 febbraio 2014, che ha avuto attuazione dopo le elezioni dipartimentali del 2015.
Comprende i 6 comuni di:
- Cauffry
- Laigneville
- Mogneville
- Monchy-Saint-Éloi
- Nogent-sur-Oise
- Villers-Saint-Paul